# Byzantinische Trias
Die Bezeichnung Byzantinische Trias wird in der Klassischen Philologie verwendet für die jeweils drei Stücke enthaltende Auswahl aus den Werken der vier Dramendichter der klassischen griechischen Antike:
Aischylos, Sophokles, Euripides und Aristophanes. 
Trias bedeutet Dreiheit, das Adjektiv byzantinisch bezieht sich auf die Bedeutung der Stücke für Unterricht und Ausbildung im Byzantinischen Reich.
Der Begriff Trias hat für die Überlieferungsgeschichte dieser Autoren große Bedeutung. Die gelehrten Bibliothekare der Bibliothek von Alexandria, vor allem Kallimachos, hatten in der Zeit des Hellenismus einen Gesamtkatalog der Bibliothek und damit der gesamten griechischen Literatur, soweit sie noch vorhanden war, zusammengestellt. Aus den Werken der vier Dramatiker wurde später, in der römischen Kaiserzeit, für Zwecke des Unterrichts eine jeweils unterschiedlich umfangreiche Auswahl getroffen. Die dadurch für die Folgezeit als für den Autor typisch und kanonisch geltenden Stücke – die einzelnen Kriterien sind heute im Wesentlichen unbekannt – kamen in den Strom der handschriftlichen Überlieferung und sind, von Wenigem später Aufgefundenem oder in Zitaten enthaltenen Bruchstücken abgesehen, die heute vorliegenden.
Aus dieser Auswahl wurde in der mittelbyzantinischen Epoche, etwa ab dem Jahr 1000, wiederum für Unterrichtszwecke eine weitere Auswahl getroffen, und zwar von jedem der vier Dramatiker jeweils drei als besonders repräsentativ beurteilte Werke. Jede dieser Dreiergruppen wird als Byzantinische Trias bezeichnet.
Die byzantinische Trias der Werke des Aischylos umfasst die Tragödien
- Der gefesselte Prometheus
- Die Perser
- Sieben gegen Theben

Von den Werken des Sophokles gelangten in die Trias die Tragödien
- Aias
- Elektra
- König Ödipus

Die Trias des Euripides bilden die Tragödien
- Hekabe
- Orestes
- Die Phönikerinnen

Die Trias des Komödiendichters Aristophanes sind
- Der Reichtum
- Die Wolken
- Die Frösche

Die Werke dieser Dreier-Auswahl wurden reichlich mit antiken und mittelalterlichen Scholien kommentiert und oft abgeschrieben. Dagegen treten die nur in der älteren und umfangreicheren Auswahl enthaltenen Dramen deutlich zurück. Sie wurden seltener kopiert und sind in manchen Fällen nur in Handschriften enthalten, die auf ein einziges Manuskript zurückgehen.